# Ipomoea concolora
Ipomoea concolora är en vindeväxtart som först beskrevs av Eizi Matuda, och fick sitt nu gällande namn av D.F. Austin. Ipomoea concolora ingår i släktet praktvindor, och familjen vindeväxter. Inga underarter finns listade i Catalogue of Life.